# Steve Pendleton
Pour les articles homonymes, voir Pendleton.
Gaylord Pendleton, né le 16 septembre 1908 à New York (État de New York) et mort le 3 octobre 1984 à Pasadena (Californie), est un acteur américain, le plus souvent crédité Steve Pendleton.

## Biographie
Au théâtre, Steve Pendleton joue notamment à Broadway dans trois pièces, les deux premières représentées en 1923 et 1924 ; la troisième en 1927-1928 est Coquette de George Abbott et Ann Preston (avec Helen Hayes et Una Merkel).
Au cinéma, il débute en 1923 dans le film muet (son unique) Les Comédiens (en) de Ralph Ince (avec Mary Astor et Stanley Ridges). Suivent cent-soixante autres films américains (dont des westerns), depuis Une belle brute de George Abbott (1930, avec Claudette Colbert et Fredric March) jusqu'à Tora ! Tora ! Tora ! de Richard Fleischer et autres (1970, avec Joseph Cotten et Jason Robards).
Dans l'intervalle, il contribue notamment à sept réalisations de John Ford, dont Le Mouchard (1935, avec Victor McLaglen et Heather Angel) et Rio Grande (1950, avec John Wayne et Maureen O'Hara). Citons également Chirurgiens de Frank Borzage (1939, avec Dorothy Lamour et Akim Tamiroff), Vous qui avez vingt ans d'Irving Reis (1948, avec David Niven et Teresa Wright), ainsi que La Femme et le Rôdeur de John Farrow (1957, avec Diana Dors et Rod Steiger).
À la télévision américaine, Steve Pendleton apparaît dans soixante-quatre séries, dont plusieurs de western, comme Cisco Kid (sa première série, deux épisodes, 1951), L'Homme à la carabine (un épisode, 1961) et La Grande Vallée (un épisode, 1967). Ses deux dernières séries sont L'Homme de fer (un épisode, 1972) et Cannon (un épisode, 1976), après quoi il se retire.

## Théâtre à Broadway (intégrale)
- 1923 : Cold Feet de Fred Jackson et Pierre Gendron : Jack Prentice
- 1924 : Helena's Boys d'Ida Lublenski : Harold « Beansy »
- 1927-1928 : Coquette de George Abbott et Ann Preston (en), mise en scène de George Abbott : Joe Reynolds

## Filmographie partielle

### Cinéma

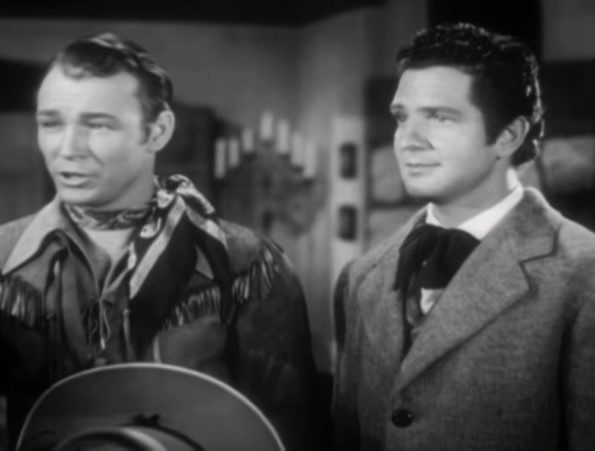
Avec Roy Rogers (à g.), dans La Jeunesse de Buffalo Bill (1940)

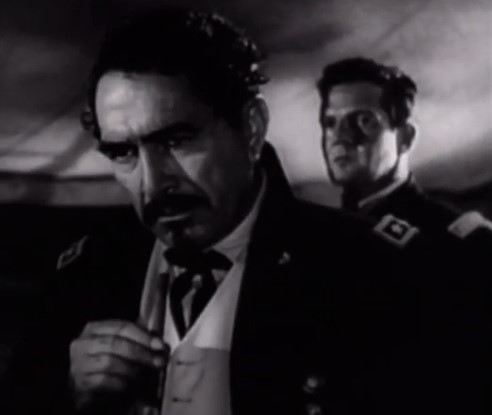
Avec J. Carrol Naish (devant), dans Rio Grande (1950)

- 1923 : Les Comédiens (en) (Success) de Ralph Ince : Joe
- 1930 : Une belle brute (Manslaughter) de George Abbott : Bobby
- 1930 : Up the River de John Ford : Morris
- 1931 : Papa longues jambes (Daddy Long Legs) d'Alfred Santell : un ami de Sally
- 1931 : Le Corsaire de l'Atlantique (Seas Beneath) de John Ford : l'enseigne Richard « Dick » Cabot
- 1931 : Young Sinners de John G. Blystone : Reggie
- 1933 : Celle qu'on accuse (The Woman Accused) de Paul Sloane : le troisième jeune homme
- 1934 : Fighting to Live d'Edward F. Cline : John Z. Blake
- 1935 : Toute la ville en parle (The Whole Town's Talking) de John Ford : un prisonnier
- 1935 : Le Mouchard (The Informer) de John Ford : Dennis Daly
- 1936 : Révolte à Dublin (The Plough and the Stars) de John Ford : rôle indéterminé
- 1937 : Exclusive d'Alexander Hall : Eliott
- 1937 : La Loi du milieu (Internes Can't Take Money) d'Alfred Santell : Dr Jones
- 1938 : Pilote d'essai (Test Pilot) de Victor Fleming : un pilote
- 1938 : Le Duc de West Point (The Duke of West Point) d'Alfred E. Green : Rains
- 1938 : La Faute d'un père (Ride a Crooked Mile) d'Alfred E. Green
- 1939 : Career de Leigh Jason
- 1939 : Chirurgiens ou Le Souffle de la vie (Disputed Passage) de Frank Borzage : Lawrence Carpenter
- 1940 : En route vers Singapour (Road to Singapore) de Victor Schertzinger : Gordon Wycott
- 1940 : La Jeunesse de Buffalo Bill (en) (Young Buffalo Bill) de Joseph Kane : Jerry Calhoun
- 1940 : Les Raisins de la colère (The Grapes of Wrath) de John Ford : un employé de station-service à Needles
- 1941 : Le Dragon récalcitrant (The Reluctant Dragon) d'Alfred L. Werker et Hamilton Luske : le chef de la sécurité, patron de Humphrey
- 1941 : Son patron et son matelot (A Gal, a Guy, and a Gob) de Richard Wallace : M. Adams
- 1941 : Bombardiers en piqué (Dive Bomber), de Michael Curtiz : un pilote
- 1946 : Une fille perdue (That Brennan Girl) d'Alfred Santell : Ed
- 1947 : Les Corsaires de la terre (Wild Harvest) de Tay Garnett : Swanson
- 1948 : Il marchait dans la nuit (He Walked By Night) d'Alfred L. Werker et Anthony Mann : un détective
- 1948 : Retour sans espoir (Beyond Glory) de John Farrow : le général Prescott
- 1948 : Vous qui avez vingt ans (Enchantment) d'Irving Reis : Albert, officier de la RAF
- 1949 : L'Homme de main (Johnny Allegro) de Ted Tetzlaff : un détective
- 1949 : Un pacte avec le diable (Alias Nick Beal) de John Farrow : le sergent Hill
- 1949 : Charlie Chan et le Dragon volant (Sky Dragon) de Lesley Selander : le garde Ben Edwards
- 1949 : Bastogne (Battleground) de William A. Wellman : un sergent
- 1950 : Rio Grande de John Ford : le capitaine Prescott
- 1950 : La Dame sans passeport (A Lady Without Passport) de Joseph H. Lewis : l'employé d'aéroport Joe
- 1951 : Le Rocher du diable (Drums in the Deep South) de William Cameron Menzies : le capitaine Travis
- 1951 : Les Rebelles du Missouri (The Great Missouri Raid) de Gordon Douglas : Arch Clements
- 1952 : Paula de Rudolph Maté : un infirmier
- 1952 : L'Homme à l'affût (The Sniper) d'Edward Dmytryk : un ambulancier
- 1954 : Objectif Terre (Target Earth) de Sherman A. Rose : le colonel
- 1954 : Killers from Space de W. Lee Wilder
- 1954 : Romance inachevée (The Glenn Miller Story) d'Anthony Mann : le lieutenant-colonel Bassell
- 1956 : Le Prix de la peur (The Price of Fear) d'Abner Biberman : un détective
- 1957 : Amour frénétique (Loving You) d'Hal Kanter : M. O'Shea
- 1957 : La Femme et le Rôdeur (The Unholy Wife) de John Farrow : le shérif-adjoint Bob Watkins
- 1957 : The Night Runner d'Abner Biberman : le capitaine Reynolds
- 1958 : I Married a Woman de Hal Kanter
- 1960 : L'Inconnu de Las Vegas (Ocean's Eleven) de Lewis Milestone : le major Taylor
- 1970 : Tora ! Tora ! Tora ! de Richard Fleischer, Kinji Fukasaku et Toshio Masuda : un capitaine de destroyer

### Télévision
(séries)
- 1951 : Cisco Kid (The Cisco Kid), saison 2, épisode 9 Kid Sister Trouble (le comparse Lefty) de Paul Landres et épisode 30 Postal Inspector (l'inspecteur Sam Harris) de Paul Landres
- 1952 : Dangerous Assignment (en), saison unique, épisode 15 Sunflower Seed Story (Hartley) et épisode 20 The Piece of String Story (Parker)
- 1953 : The Lone Ranger, saison 3, épisode 49 Le Vieux Bailey (Old Bailey) de Paul Landres : le shérif Moss
- 1954 : Les Aventures de Superman (Adventures of Superman), saison 2, épisode 19 Perry White's Scoop de George Blair : Lynch
- 1958 : Cheyenne, saison 3, épisode 11 Renegades d'Alan Crosland Jr. : le sergent Tom Wayne
- 1960 : Lassie, saison 6, épisode 17 Judas Goat d'Earl Bellamy : Rustler
- 1960 : Maverick, saison 4, épisode 3 The Town That Wasn't There : le marshal McCoy
- 1961 : L'Homme à la carabine (The Rifleman), saison 3, épisode 33 Death Trap d'Arnold Laven : Ben Johnson
- 1964 : Perry Mason, saison 7, épisode 23 The Case of the Woeful Widower de Jesse Hibbs : Joe Duncan
- 1965-1967 : Le Virginien (The Virginian)
  - Saison 3, épisode 21 A Slight Case of Charity (1965) de Richard Benedict : August Schimell
  - Saison 6, épisode 11 The Bear Witness (1967) d'Abner Biberman : le procureur
- 1966 : Batman, saison 2, épisode 2 Le Dernier Coup d'archet (Walk the Straight and Narrow) : le chauffeur de la première voiture blindée
- 1966 : Max la Menace (Get Smart), saison 2, épisode 5 Perceurs de coffre-fort (Maxwell Smart, Alias Jimmy Ballantine) de Gary Nelson : Warden
- 1967 : La Grande Vallée (The Big Valley), saison 3, épisode 10 Le Contre-feu, 1re partie (Explosion!, Part I) de Virgil W. Vogel : McLeod
- 1970 : The Bold Ones: The Protectors, saison unique, épisode 6 Memo from the Class of '76 de Daryl Duke : le sergent Myerson
- 1970 : The Bold Ones: The Senator, saison unique, épisode 1 To Taste of Death But Once de Daryl Duke : Dr Nielsen
- 1972 : L'Homme de fer (Ironside), saison 6, épisode 11 Compte à rebours (The Countdown) de Don Weis : Dr Warner
- 1976 : Cannon, saison 5, épisode 17 Machination (The Reformer) de Lawrence Dobkin : un homme d'affaires